# 紀元前240年代
紀元前240年代（きげんぜんにひゃくよんじゅうねんだい）は、西暦による紀元前249年から紀元前240年までの10年間を指す十年紀。

## できごと

### 紀元前247年
- 紀元前247年頃 - パルティア、セレウコス朝より独立する。

### 紀元前244年
- 紀元前244年頃 - アショーカ王治下で第三回仏典結集が開かれる。

### 紀元前241年
- アエガテス諸島沖の海戦でローマが決定的な勝利をあげたことで、第一次ポエニ戦争が終結。

## 誕生
- アルシノエ3世:エジプトの女王
- ハンニバル:カルタゴの軍人
- マゴ:カルタゴの軍人
- セレウコス3世:セレウコス朝の第5代王
- アンティオコス3世:セレウコス朝の第6代王

## 死去
- プブリウス・クラウディウス・プルケル:共和政ローマの執政官
- アラトス:ギリシアの詩人
- カリマコス:ギリシアの詩人
- 鄒衍:中国の哲学者
- アギス4世:スパルタ王
- アルケシラオス:ギリシアの哲学者
- ティベリウス・コルンカニウス:共和政ローマの執政官
- エウメネス1世:ペルガモン王国の王
- ペルサエウス:ストア派の哲学者
- アンティオコス2世:セレウコス朝の王
- プトレマイオス2世:エジプトの王
- モッガリプッタ・ティッサ:仏教の和尚
- 荘襄王:秦の王